# Provinz Huancayo
Die Provinz Huancayo liegt im Südwesten der Verwaltungsregion Junín in Zentral-Peru, 200 km östlich der Landeshauptstadt Lima. Die Provinz ist 3558 km² groß. Provinzhauptstadt ist Huancayo, die auch Hauptstadt der Region Junín ist.

## Geographische Lage
Die Provinz Huancayo erstreckt sich in NO-SW-Richtung über eine Länge von knapp 150 km. Im äußersten Südwesten liegt die peruanische Westkordillere, im Nordosten die peruanische Zentralkordillere. Dazwischen liegt das Anden-Hochland mit der Hauptstadt Huancayo.
Im Norden grenzt die Provinz Huancayo an die Provinzen Chupaca und Concepción, im Osten an die Provinz Satipo. Im Westen liegt die Verwaltungsregion Lima, im Süden die Verwaltungsregion Huancavelica.

## Bevölkerung
Die Einwohnerzahl betrug im Jahr 2007 466.346. 10 Jahre später lag sie bei 545.615.

## Gliederung
Die Provinz Huancayo ist in 28 Distrikte unterteilt. Der Distrikt Huancayo ist Sitz der Provinzverwaltung.
| Distrikt                  | Verwaltungssitz           |
| ------------------------- | ------------------------- |
| Carhuacallanga            | Carhuacallanga            |
| Chacapampa                | Chacapampa                |
| Chicche                   | Chicche                   |
| Chilca                    | Chilca                    |
| Chongos Alto              | Chongos Alto              |
| Chupuro                   | Chupuro                   |
| Colca                     | Colca                     |
| Cullhuas                  | Cullhuas                  |
| El Tambo                  | El Tambo                  |
| Huacrapuquio              | Huacrapuquio              |
| Hualhuas                  | Hualhuas                  |
| Huancán                   | Huancán                   |
| Huancayo                  | Huancayo                  |
| Huasicancha               | Huasicancha               |
| Huayucachi                | Huayucachi                |
| Ingenio                   | Ingenio                   |
| Pariahuanca               | Lampa                     |
| Pilcomayo                 | Pilcomayo                 |
| Pucará                    | Pucará                    |
| Quichuay                  | Quichuay                  |
| Quilcas                   | Quilcas                   |
| San Agustín de Cajas      | San Agustín de Cajas      |
| San Jerónimo de Tunán     | San Jerónimo de Tunán     |
| Saño                      | Saño                      |
| Santo Domingo de Acobamba | Santo Domingo de Acobamba |
| Sapallanga                | Sapallanga                |
| Sicaya                    | Sicaya                    |
| Viques                    | Viques                    |